# رود تسوبو
رود تسوبو (به لاتین: Tsubo River) یک رود در ژاپن است که در استان گیفو واقع شده‌است.